# 佳能AE-1 P

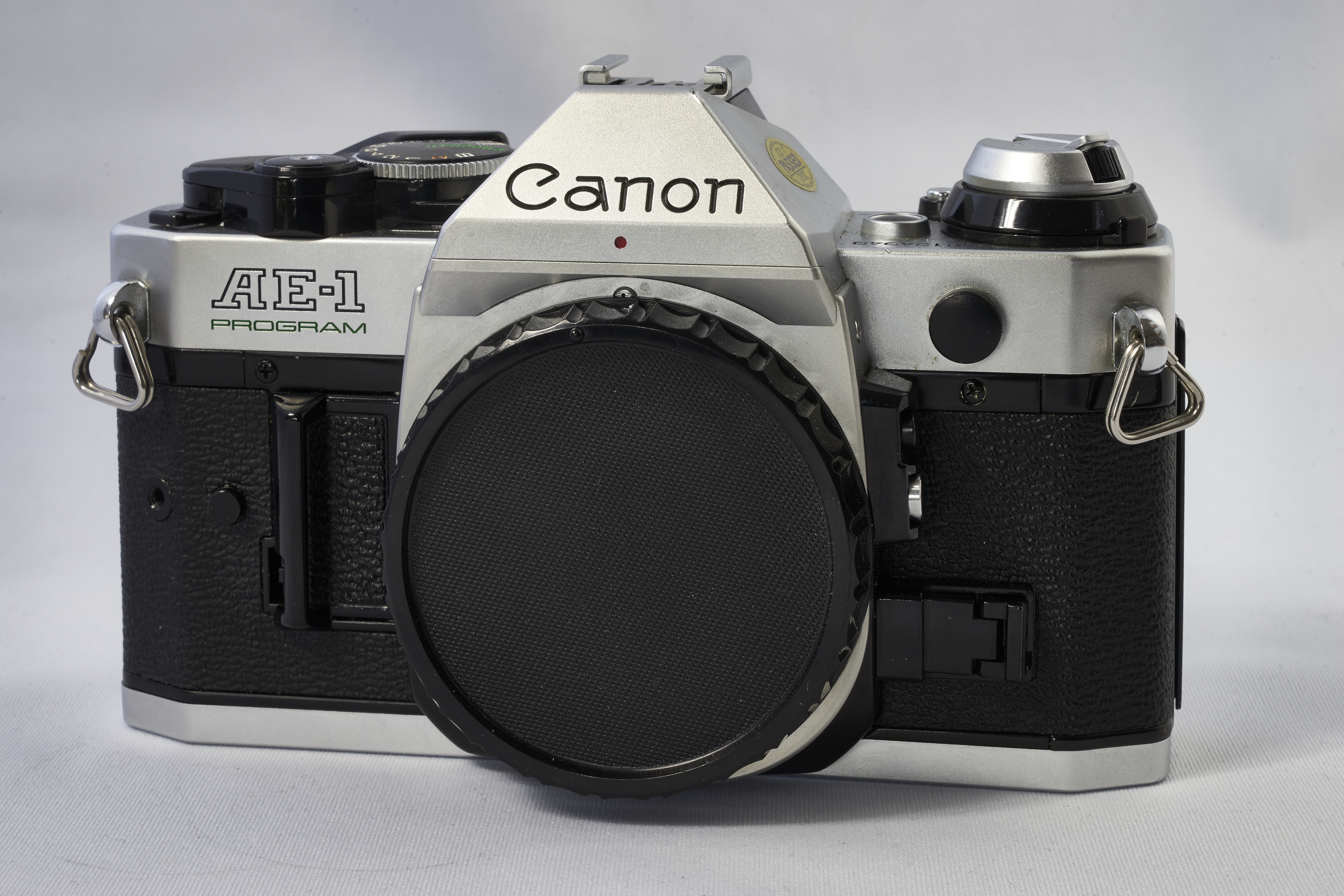
佳能 AE-1 P

佳能 AE-1 程式自動相機是使用佳能 FD 卡口鏡頭的 35 毫米單眼相機。它於 1981 年上市，為佳能 AE-1 推出五年後之後繼機種。主要區別是增加了第一次出現在 A-1 上的程式自動曝光模式。此模式會自動選定快門速度和光圈（不過它有輕微偏向於快門速度之設置）。在此模式下使用者只需對焦，然後按下快門按鈕即可。對於那些希望有更多操控性能的使用者，AE-1 快門優先自動曝光和全手動模式仍是可用的。

像 A-1 一樣， AE-1 P 在相機正面右手側也有著"Action Grip"。它也支援 A-1 的MA型電動捲片手把，這相機底板上會需要另一個電子接點。同時它也支援AE-1 的A型電動捲片手把以及更新更快的A2型電動捲片手把。觀景窗使用 LED 來顯示機身資訊給使用者。

AE-1 P 與 A-1 都採用可替換式對焦屏。不過與 A-1 不同的是這些對焦屏無須經由工廠或者經驗豐富的維修技術人員來更換， AE-1 P 的對焦屏可以由使用者自行更換。 AE-1 P 對焦屏之標準配備為新版的裂像/微棱式對焦屏，並有另外七種對焦屏可供更換。

不幸的是，AE-1 P 採用了與先前A系列相同的由電磁鐵所控制的布幕式橫走快門，這限制了它的快門速度，最快為 1/1000 秒，閃光同步速度相較起來也較慢，為 1/60 秒。在 AE-1 P 上市的這些年裡，也證明了這種橫走式布廉快門的設計比現代縱走式金屬快門的設計需要較為大量的維護。

AE-1 P 的電子系統是由一個型號為4SR44、PX28A、A544, K28A、V34PX、4LR44或L544的六伏特電池所供電的。

AE-1 P 的對焦屏比以前任何佳能手動對焦相機的對焦屏都來的明亮，這讓使用者能用光圈更小的鏡頭來進行對焦（最小可達 f/5.6）。此對焦屏之設計與用在最新型號的旗艦級機種：佳能 F-1 （即為New F-1）中使用的對焦屏設計是相同的。

AE-1 P 中所新增的程式自動功能在這些年裡導致它在電子系統上會衍生更多問題，而此型號也被認為與其他較早、較為簡單的A系列相機相比起來較不易維修。

然而，在當時AE-1 P 的自動功能和簡單的操控，為單眼相機引進許多新的消費者。